# Andahuaylas (distrito)

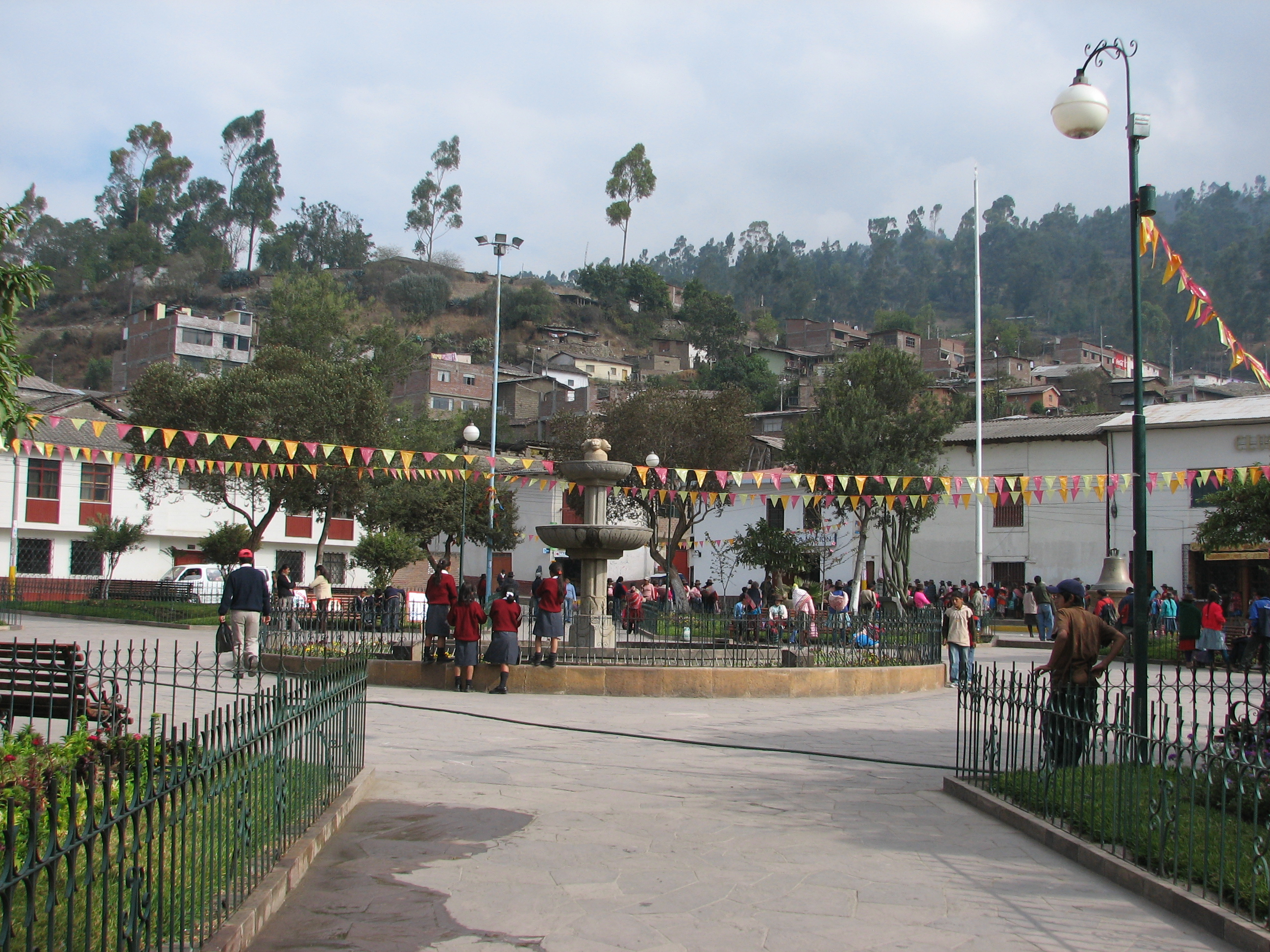
Andahuaylas, Peru

O Distrito peruano de Andahuaylas é um dos dezenove distritos que formam a Província de Andahuaylas, situada no Apurímac, pertencente a Região Apurímac, Peru.

## Transporte
O distrito de Andahuaylas é servido pela seguinte rodovia:
- PE-3S, que liga o distrito de La Oroya à Ponte Desaguadero (Fronteira Bolívia-Peru) - e a rodovia boliviana Ruta 1 - no distrito de Desaguadero (Região de Puno)
- PE-30B, que liga o distrito de Coracora (Região de Ayacucho) à cidade [2][3][4]